# 슈테판 로이터
슈테판 로이터(Stefan Reuter, 1966년 10월 16일 ~ )는 독일의 은퇴한 축구 선수이자 축구 경영인으로 현재 FC 아우크스부르크의 고문으로 재직 중이다.

## 경력
라이트백으로 활약했던 로이터는 TSV 1860 딘켈스뷜 유소년팀 출신이다. 1982년 그는 1. FC 뉘른베르크로 이적, 1984년에 2 분데스리가에 속해있던 1군의 경기에 데뷔하였고, 1년 후에는 처음으로 1 분데스리가에 등장하였다. 그는 딱 100경기동안 10골을 득점하였다. 그는 때로는 우측 미드필더로 기용되기도 하였다.
1988년 그는 FC 바이에른 뮌헨으로 이적하였다. 이곳에서 그는 리그 95경기에 출전하여 4골을 득점하였다. 1989년과 1990년, 소속팀은 분데스리가 우승을 거두었다.
1990년 FIFA 월드컵에서 서독의 우승을 도운 후, 리버풀 FC는 그의 이적을 제안하였으나, 최종적으로 이탈리아로 떠난 다수의 국가대표팀 동료들을 따르기로 결정하였다. 1991년에서 1992년까지 그는 유벤투스 FC의 일원으로 28경기를 꾸준히 출장하였으나, 한시즌만에 독일로 복귀하였고, 곧 보루시아 도르트문트의 일원이 되었다. 그는 은퇴하기 전까지 도르트문트 소속으로 307경기에 출전하였고, 11번 리그골을 득점하였다.
그는 독일 축구 국가대표팀 일원으로 69경기에 출전하여 2골을 득점하였는데, 뉘른베르크 시절에 9번, 바이에른 뮌헨 시절에 18번, 유벤투스 시절 18번, 그리고 보루시아 도르트문트 시절 33경기 출전하였다.

## 국가대표팀 경력
로이터는 독일 축구 국가대표팀 소속으로 우승을 거둔 1990년 FIFA 월드컵과 UEFA 유로 1996의 주역이었으며, UEFA 챔피언스리그 1996-97의 우승을 거두기도 하였다. 그는 독일 챔피언쉽을 우승한 5팀에 소속되어 있었는데 1984년에는 U-16 국가대표팀 일원으로 우승을 거두었다.
1992년, 로이터는 UEFA 유럽 축구 선수권 대회에서 교체 선수로는 처음으로 교체아웃된 선수로 기록되었다. 이 경기는 스코틀랜드 전으로 카를하인츠 리들레와 교체되어 투입되었으나, 7분만에 부상을 당하며 미하엘 슐츠와 교체아웃 되었다.
그는 필드에서의 빠른 속도 (100m를 11.2초에 끊었다.)를 내며, 그에 따라 "터보" (Turbo) 라는 별명을 얻었다.

## 감독 경력
로이터는 TSV 1860 뮌헨의 수석코치로 2006년 1월과 2009년 2월 2일까지 역임하였다.

## 수상
- UEFA U-16 챔피언쉽: 1984
- 분데스리가: 1988-89, 1989-90, 1994-95, 1995-96, 2001-02
- FIFA 월드컵: 1990
- DFL-슈퍼컵: 1990, 1995, 1996
- UEFA 유럽 축구 선수권 대회: 1996
- UEFA 챔피언스리그: 1996-97
- 인터콘티넨털컵: 1997